# Fair Game (Cienciología)
Fair Game es un término que se usa en inglés para denominar ciertas políticas de la Iglesia de la Cienciología hacia personas y grupos que la iglesia considera enemigos. El fundador de la Iglesia de la Cienciología, L. Ron Hubbard, estableció esta política en la década de 1950 en respuesta a las críticas que venían de fuera de la organización. Según esto, individuos o grupos que se consideran una amenaza para la Cienciología pueden ser castigados y acosados usando cualquier medio posible. En 1968, Hubbard canceló el uso oficial del término Fair Game debido a que hacía que la Cienciología tuviera malas relaciones públicas, aunque la respuesta agresiva a las críticas ha continuado.
Aplicando los principios del Fair Game, Hubbard y sus seguidores consideraron como objetivos a muchos individuos y a agencias gubernamentales, incluyendo un programa de infiltración ilegal en el Servicio de Impuestos Internos y otras agencias del Gobierno de los Estados Unidos durante la década de 1970. También les llevó a usar investigadores privados, a arruinar la imagen pública de la gente y a emprender acciones legales contra los que criticaban a la Cienciología en los medios de comunicación. Esta política sigue vigente y ha sido defendida por la Iglesia de la Cienciología como una práctica central de esta religión.
Desde la década de 1980, la principal rama de la Cienciología en Los Ángeles, California, ha dejado de usar a cienciólogos para las campañas de acoso pasando a contratar investigadores privados, incluyendo a antiguos policías de Los Ángeles y a personal en servicio. La razón de esto puede ser que la Cienciología tuviese una protección legal en caso de que sus oprobiosas tácticas se hiciesen públicas.

## Antedecentes
El fundador de la Cienciología, L. Ron Hubbard, estableció que toda la oposición venía de "personas supresivas", las consideradas por la Cienciología como "personas antisociales que quieren destruir todo lo que beneficia a la humanidad". En políticas escritas de la década de 1950, Hubbard dijo a sus seguidores que tomasen una línea dura en contra de los que percibiesen como oponentes. En 1955 escribió: "el propósito de la demanda es hostigar y desalentar en lugar de ganar. La ley se puede usar muy fácilmente para acosar, y de todos modos el acoso suficiente a alguien que simplemente está en el límite, sabiendo que no está autorizado, generalmente será suficiente para causar su fallecimiento profesional. Si es posible, por supuesto, arruinadlo por completo".
En su confidencial Manual de justicia de 1959, Hubbard escribió: "La gente ataca a la Cienciología. Yo nunca olvido, siempre llevo la cuenta". Abogó por el uso de investigadores privados para investigar a los críticos, que consideraba "miembros del Partido Comunista o criminales, o habitualmente ambas cosas. El olor a policía o a detectives privados causa que vuelen, hasta casi caer, que confiesen. Contratadlos y pagad el coste cuando lo necesitéis. Dijo que, cuando tratasen con oponentes, sus seguidores debían "encontrar siempre o fabricar suficientemente una amenaza contra ellos como para hacerlos demandar por la paz. Nunca defenderse. Siempre atacar." Animaba a usar "propaganda negra" para "destruir la reputación o la confianza pública de las personas, compañías o naciones".
La Cienciología ha mantenido una política agresiva hacia aquellos a quienes percibe como sus enemigos, y argumentó en 1985 que la acción retributiva contra "enemigos de la Cienciología" debía considerarse una práctica protegida constitucionalmente y central de la Cienciología.

## ElFair Game
En 1965 Hubbard formuló la Ley del Fair Game. que establece cómo lidiar con personas que interfieren con las actividades de la Cienciología. Estas "personas supresivas" podían sufrir Fair Game como represalia: "en lo que respecta al FAIR GAME, podría no estar promovido por los códigos y disciplinas o los derechos de un cienciólogo". En otras palabras, una persona que ataque a la Cienciología no estaría protegida por esta ni se garantizarían los derechos de los cienciólogos de buena reputación.
En diciembre de ese año, Hubbard volvió a emitir la política con aclaraciones adicionales para definir el alcance del Fair Game. Dejó claro que la política se aplicaba también a los no cienciólogos, declarando: "las casas, propiedades, lugares y moradas de las personas que han estado activas intentando: suprimir la Cienciología o a los cienciólogos no están bajo la protección de la Ética de la Cienciología, a menos que sean absueltos por una Ética posterior o por una amnistía […] [esta] Carta de la Política extiende lo supresivo a las esposas no cienciólogas y a los maridos, padres u otros miembros de la familia o grupos hostiles o incluso a los amigos cercanos".
En su «Introducción a la Ética de la Cienciología», publicada en 1968, Hubbard escribió que un no cienciólogo podía ser castigado "por cualquier acción llevada a cabo contra una persona supresiva o grupo durante el periodo en que esa persona o grupo está en Fair Game". Dejó en claro en otra parte de sus escritos que la política se aplicaría a organizaciones externas, incluidos los gobiernos, que interfiriesen con las actividades de la Cienciología. Dijo a los cienciólogos: "Si el Servicio de Impuestos Internos (en refutación del estatus de sin ánimo de lucro a la FCDC [Founding Church of Scientology, Washington DC, Fundación Iglesia de la Cienciología de Washington D. C.]) continúa actuando o si la FDA [Food and Drug Administration, Administración de Alimentos y Medicamentos] demanda nosotros podemos llevar a cabo un Com Ev [Committee of Evidence, Comité de Evidencia] con ellos y declararlos culpables, etiquetarlos y publicarlos como grupo supresivo y en fair game […] [Nadie] está en fair game hasta que él o ella declare contra nosotros".
En una política de 1967 titulada «Penas para condiciones más bajas», Hubbard escribió que los oponentes que estaban en Fair Game podían ser "privados de propiedad o injuriados por cualquier medio por cualquier cienciólogo sin ser disciplinados de los cienciólogos. Podían ser embaucados, demandados o mentidos o destruidos".
En una carta de política del 21 de julio de 1968, Hubbard explícitamente canceló estas penas. La nueva lista de «Penas para condiciones más bajas» decía que alguien considerado "enemigo" "podría ser restringido o encarcelado. No puede estar protegido por ninguna regla o ley del grupo que intentó dañar. No puede ser entrenado, procesado o admitido en ninguna [organización de la Cienciología]" La misma lista dice que, en una condición de "traición", una persona "No puede estar protegida por los derechos y prácticas justas que trató de destruir para otros. Puede ser reentrenada o excluida. [...] No está cubierta por amnistías". Otra carta de política de octubre de ese año anunció: "La práctica de declarar a personas en FAIR GAME no aparecerá en ninguna Orden Ética. Causa malas relaciones públicas. Esta [carta de política] no cancela ninguna política en el tratamiento o manejo de una SP [suppressive person, persona supresiva]." La Cienciología mantiene que la política de Fair Game fue rescindida en 1968, porque la gente la había malinterpretado. Los portavoces dijeron que el significado pretendido de Hubbard era simplemente que los exmiembros no podían apelar al sistema legal de la Cienciología para obtener apoyo o protección contra cualquiera que pudiera intentar embaucarlos, demandarlos o destruirlos. El sociólogo Roy Wallis comentó que esta interpretación parecía ser "contradicha por las palabras de la página, y por las acciones que se tomaron contra aquellos considerados como enemigos del movimiento".
La Iglesia continuó ofreciendo una respuesta agresiva a las críticas externas, especialmente a las del Gobierno de los EE. UU. La doctrina del Fair Game fue un elemento central de las operaciones de la Oficina del Guardián (GO, por sus siglas en inglés). La ley original del Fair Game de 1965 estaba en la lista de referencias del personal de la GO en su Curso de Inteligencia confidencial, que posteriormente sirvió de evidencia en un caso en un tribunal federal de EE. UU. en 1979. Durante el caso, los abogados de la Cienciología admitieron que el Fair Game se había practicado hasta su supuesta cancelación en 1968.
Hubbard dijo en una declaración jurada de 1976 que nunca tuvo la intención de autorizar el acoso: "Nunca hubo ninguna intención o intento de mi parte por escribir estas políticas (o ningunas otras para este hecho), para autorizar actos de tipo ilegal o de acoso. Tan pronto como empezó a parecerme que el concepto de Fair Game como se describe arriba estaba siendo malinterpretado por los desinformados, para significar una concesión de una licencia a los cienciólogos para actos que violasen la ley y/o otros estándares de decencia, estas políticas fueron canceladas".
En 1991 la Cienciología revisó su política con respecto a las "personas supresivas" diciendo: "Nada en esta carta de política justificará, bajo ninguna circunstancia, ninguna violación de las leyes del país o errores legales intencionados. Cualquier delito de este tipo someterá al infractor a las sanciones prescritas por la ley, así como a acciones de ética y justicia".

## Casos
Una serie de casos judiciales en el Reino Unido en la década de 1970 hicieron que el Fair Game fuese criticado por jueces veteranos. El Tribunal de Apelación de Inglaterra y Gales sugirió en un caso que las organizaciones de la Cienciología estaban dispuestas a acosar a sus críticos. Ellos también describieron un caso de la Cienciología contra el escritor Russell Miller como una forma deliberada de acoso. En un caso donde la Iglesia de la Cienciología de California intentó bloquear la publicación de un libro que citaba materiales de la Cienciología, el juez Robert Goff, barón Goff de Chieveley, citó la política de Fair Game, que describió como uno de los "medios deplorables usados por la Cienciología para suprimir la investigación o la crítica". Él concluyó que la publicación de esos materiales era de interés público.

### Charles Berner, 1965
Según una investigación de FDA, en 1965 el ex-cienciólogo Charles Berners recibió una orden de Fair Game. Después, Berner dijo que había recibido otras cartas "indicando que debería aplicarse la técnica R2-45 a sí mismo. Esta particular técnica es un recorrido en el cual un individuo coloca una pistola calibre 45 en su cabeza y se disocia a sí mismo de su cuerpo".

### L. Gene Allard, 1974
En 1974, la Cienciología perdió un caso contra un ex-cienciólogo llamado L. Gene Allard que, en 1969, poco después de haber dejado la Cienciología, había sido arrestado con el cargo de haber realizado un gran robo a la Cienciología. El cargo fue desestimado "en interés de la justicia", y Allard demandó a la Cienciología por persecución maliciosa. En el juicio, el abogado de Allard puso como evidencias las políticas de Fair Game de octubre de 1967 y octubre de 1968. Allard fue indemnizado con 50,000 dólares por los daños causados. Los abogados de la Cienciología argumentaron que la política de Fair Game había sido cancelada, que era irrelevante en el pleito y que no había sido aplicada a Allard.. Un tribunal de apelación, que redujo la indemnización de 250000 a 50000 dólares, confirmó el veredicto contra la Cienciología, argumentando que se le había dado amplias oportunidades "para presentar evidencia de que la política de Fair Game había sido derogada" pero "no había podido hacerlo". En julio de 1976, la Corte Suprema de California rehusó revisar el caso.

### Paulette Cooper, 1976

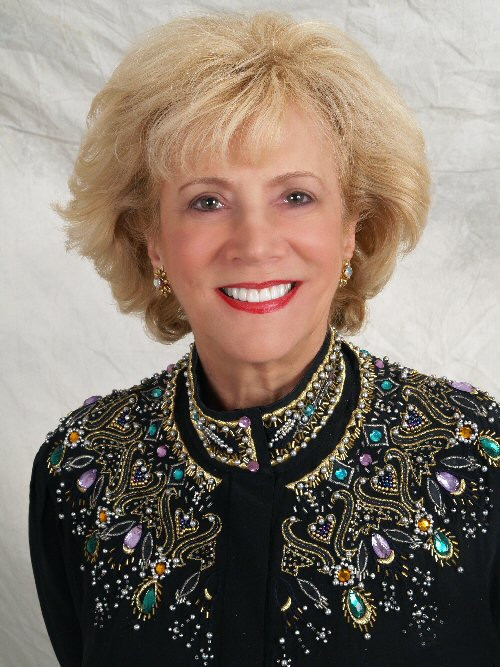
Paulette Cooper.

En la Operación Asustarse, la Iglesia de la Cienciología intentó que la periodista y escritora Paulette Cooper fuese encarcelada o internada en una institución mental, para vengarse por la publicación en 1971 de un libro muy crítico, El escándalo de la Cienciología. El FBI descubrió la documentación que demostraba la trama y la anterior campaña de acoso durante una investigación de la Cienciología en 1977. Esto llevó a que la Cienciología compensase a Paulette Cooper en un acuerdo extrajudicial.

### Departamento de Salud y Seguridad Social del Reino Unido, 1979
La Iglesia de la Cienciología de California demandó al Departamento de Salud y Seguridad Social del Reino Unido por difamación. Aquel había sugerido que los cienciólogos eran peligrosos charlatanes que podían empeorar en lugar de curar las enfermedades mentales. La Cienciología puso como evidencia que el Departamento había mostrado cartas y registros médicos de personas que se quejaban de la Cienciología. El juez John Stephenson desestimó la demanda, citando la política de Fair Game, por creer que continuaba aplicándose después de decirse que había sido cancelada. Le preocupaba que los documentos se utilizasen "no para fines legítimos de la acción, sino para el acoso de pacientes individuales, informantes y renegados nombrados en ellos, no solo mediante procesos por difamación en su contra sino por amenazas y chantaje".

### Lawrence Wollersheim, 1980

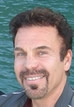
Lawrence Wollersheim.

Lawrence Wollersheim, un ex cienciólogo, argumentó con éxito que había sido acosado y su negocio de fotografía casi destruido como resultado de las medidas de Fair Game. Estas incluyeron hacer que los empleados de la Cienciología renunciasen y que los clientes de la Cienciología le boicoteasen o se negasen a pagarle. La sentencia de 1986 de un tribunal de Los Ángeles fue confirmada por el Tribunal de Apelaciones de California en 1989. Durante las apelaciones, la Cienciología nuevamente afirmó que el Fair Game era una "práctica central" de la Cienciología y por lo tanto estaba constitucionalmente protegido como "expresión religiosa". El tribunal consideró que la campaña de la Cienciología "para arruinar a Wollersheim económicamente y posiblemente psicológicamente" debería desaconsejarse en lugar de protegerse. Veinte años después del comienzo del caso, la Cienciología indeminizó a Wollersheim, con intereses, 8 674 643 dólares.

### Jakob Anderson, 1981
Entre el 11 y el 16 de marzo de 1981, en el caso de Jakob Anderson contra la Iglesia de la Cienciología de Dinamarca, operativo de la Oficina del Guardián Vibeke Damman testificó que la Iglesia practicaba el Fair Game y que se lo habían hecho a Anderson para que fuese ingresado en un hospital psiquiátrico.

### Gerald Armstrong, 1984

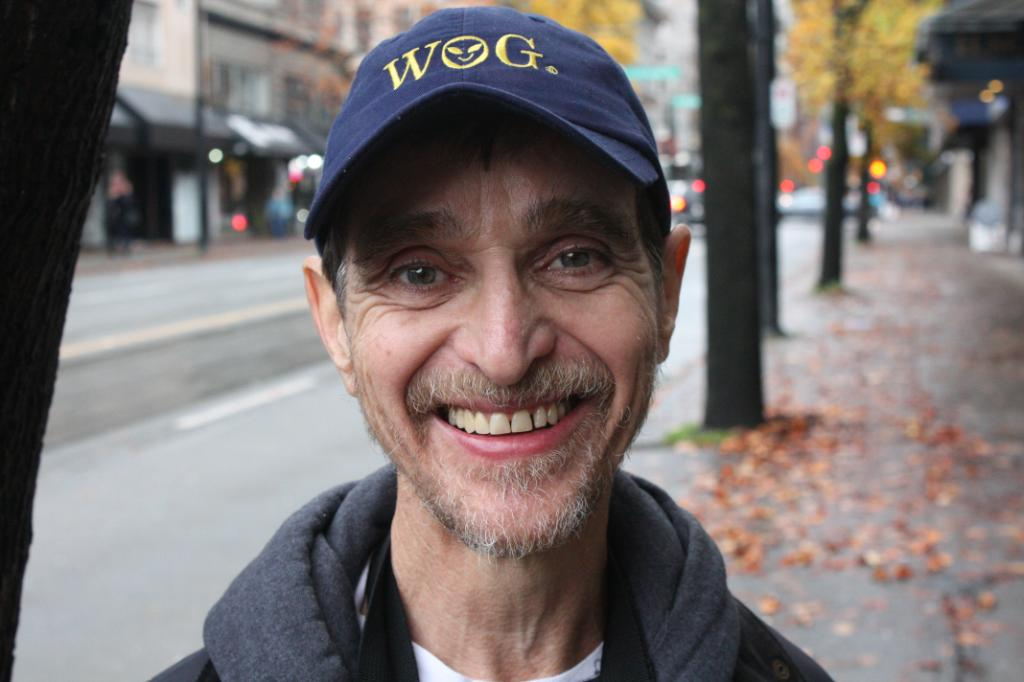
Gerry Armstrong, archivista de Hubbard.

En 1980, el cienciólogo y oficial de la Organización del Mar Gerry Armstrong fue asignado para organizar algunos de los documentos personales de Hubbard como base para una biografía suya. Omar Garrison, un no cienciólogo conocido por simpatizar con la Cienciología, fue contratado para escribir la biografía. Tanto Armstrong como Garrison se dieron cuenta rápidamente de que los documentos mostraban desfavorablemente a Hubbard, y revelaron que muchos de los logros alegados por Hubbard fueron exageraciones o fabricaciones directas. Garrison abandonó el proyecto y Armstrong y su esposa, desilusionados, abandonaron la Iglesia y retuvieron copias de material bochornoso para protegerse en caso de acoso. Amstrong fue demandado por la Cienciología en 1982 por robar documentos privados. La política de Fair Game fue tratada en el juicio. Amstrong ganó el caso, en parte porque el juez dictaminó que Armstrong, como cienciólogo de larga data, sabía que se practicaba el Fair Game y tenía buenas razones para creer que tener estos documentos sería necesario para defenderse de la persecución ilegal de la Cienciología. El juez Paul Breckenridge escribió, de forma mordaz: "Además de violar y abusar de los derechos civiles de sus propios miembros, la organización a lo largo de los años con su doctrina del Fair Game ha hostigado y abusado a aquellas personas que no están en la Iglesia a quienes percibe como enemigos. [...] [Armstrong] fue declarado enemigo por la Iglesia. Creía, razonablemente, que estaba sujeto a un Fair Game".

### Juicio de Latey, 1984
Un caso de custodia de un niño en el Alto Tribunal de Justicia de Londres examinó la cultura de la Cienciología para investigar los riesgos de los niños en su seno. Expresando sus conclusiones en una audiencia pública, el juez John Latey leyó algunos documentos internos de la Cienciología que estaban archivados. Aunque se alegó que se había cancelado el Fair Game, él informó que, "la privación de la propiedad, las injurias por cualquier medio, el engaño, la demanda, la mentira o la destrucción se han perseguido en todo momento y hasta el día de hoy con el mayor vigor posible". Como ejemplo, él citó el caso de un doctor de la Facultad de Medicina de Harvard que llegó a ser el "enemigo número uno" de la Cienciología. La Iglesia lo había perseguido robando sus registros de empleo de un hospital, lanzando demandas frívolas contra él y rastreando a sus pacientes y vecinos. La Comisión de Ciudadanos por los Derechos Humanos, que fue descrita por Latey como un "'frente' de la Cienciología", hizo muchas quejas de conducta inapropiada contra el doctor.

### Pat Broeker, 1989
En 2009, el Tampa Bay Times informó de que después de que Pat Broeker hubiese dejado la Cienciología en 1989 y se hubiera mudado a Colorado, David Miscavige contrató detectives privados por 32 000 dólares al mes. Lo siguieron durante las siguientes dos décadas a Wyoming y diez años en la República Checa, donde estudió medicina y trabajó como profesor de inglés. En 2012, Paul Marrick y Greg Arnold, dos detectives privados que habían seguido a Broeker durante 25 años, demandaron a la Cienciología por incumplimiento de contrato cuando la organizó dejó de pagarles por sus investigaciones.

### Pedro Lerma Gámez, 1990
El dibujante dominicano Pedro Lerma Gámez, conocido como Petrus, se trató con éxito de su adicción a las drogas en un centro de Narconon en París. Esta persona trajo Narconon a España, que funcionó restando importancia a los intereses lucrativos. La Iglesia de la Cienciología consideró que Pedro Lerma no seguía las instrucciones de la organización y envió misiones para tratar de reconducirle.
La cuarta misión, encabezada por Judit y Greg, puso en marcha una campaña de desprestigio interno de Lerma en la que colaboró el detective privado José Manuel Villarejo Pérez, inspector de la Policía Nacional en excedencia. Villarejo introdujo en Narconon a un cuñado suyo, apodado el Pitrancas, que, con el nombre en clave de Hero, realizó una labor de difamación entre los toxicómanos que allí se encontraban.
En abril de 1984 una quinta misión, encabezada por Rodolfo Sabanero, intentó meter a Lerma en la cárcel. Villarejo le lavó el cerebro a un drogadicto con antecedentes penales por atracos llamado Juan Carlos Borrallo Rebolledo, que había sido tratado en Narconon, para que se autoinculpase de un robo en la sede de Dianética e implicase en el delito a Lerma. El 8 de mayo de 1984 Juan Carlos Borrallo compareció en una comisaría de Madrid, autoinculpándose de dos robos que efectivamente había cometido (para dar credibilidad al asunto) y de un robo de varios E-Metros en la sede de Dianética, diciendo que fue inducido a hacerlo por Pedro Lerma. También se presentó con el mismo discurso otro individuo llamado José Luis Díaz López. Villarejo, que tenía amistades en esta comisaría, influyó en el desarrollo de la investigación policial. Tras esto, Pedro de Lerma fue puesto a disposición judicial e ingresó en prisión, bajo fianza de 800.000 pesetas. El juez José María Vázquez Honrubia descubrió la trama y Lerma fue absuelto en 1990 por la Sección Decimosexta de la Audiencia de Madrid.

### Richard Behar, 1991

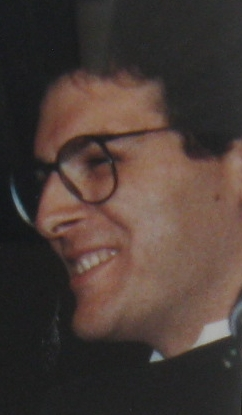
El periodista Richard Behar.

En 1991, el periodista de investigación Richard Behar escribió «El culto próspero de la codicia y el poder», un reportaje que salió en la portada de la revista Time sobre la Cienciología. El aclamado artículo ganó varios premios. La Iglesia de la Cienciología presentó varias demandas por el artículo, las cuales fueron desestimadas. Mientras investigaba la historia, experimentó algunas de las tácticas del Fair Game de la Cienciología: "Más tarde supe que una copia de mi informe de crédito personal; con información detallada sobre mis cuentas bancarias, hipoteca de la casa, pagos con tarjeta de crédito, domicilio y número de Seguro Social; había sido recogida ilegalmente de una agencia de crédito nacional llamada Trans Union. La empresa simulada que lo recibió, 'Educational Funding Services' de Los Ángeles, dio como dirección un correo a pocas manzanas de la sede de la Cienciología. El dueño del correo es un investigador privado llamado Fred Wolfson, quien admite que un asociado de Ingram lo contrató para recoger informes de crédito de varias personas. Wolfson dice que le dijeron que los abogados de la Cienciología "tenían juicios contra estas personas y estaban tratando de cobrarles". Él dice ahora: "Estas son personas viciosas. Estas son víboras". Ingram, a través de un abogado, niega cualquier participación en la estafa. […] Después de eso, sin embargo, un abogado me citó, mientras que otro sugirió falsamente que podría ser dueño de acciones en una compañía de la que informaba que había sido tomada por los cienciólogos (también amenazó con ponerse en contacto con la Comisión de Bolsa y Valores de EE. UU.). Un amigo cercano en Los Ángeles recibió una llamada telefónica inquietante de un miembro del personal de la Cienciología que buscaba datos sobre mí; una indicación de que la secta pudo haber obtenido ilegalmente mis registros telefónicos personales. Dos detectives se pusieron en contacto conmigo, haciéndose pasar por un amigo y un pariente de alguien a quien llamaron víctima de una secta, para obtener declaraciones negativas mías sobre la Cienciología. Algunas de mis conversaciones con ellos fueron grabadas, transcritas y presentadas por la iglesia en la declaración jurada a los abogados de TIME como "prueba" de mi parcialidad contra la Cienciología".

### Carmen Llywelyn, 2002
La actriz y fotógrafa Carmen Llywelyn fue introducida en la Iglesia de la Cienciología por su pareja, y futuro marido, el profesional del skate y actor Jason Lee. En 2015, Llywelyn publicó el artículo titulado «Por qué dejé la Cienciología». Según su relato, cuando ella le dijo a su representante que había leído «Un trozo de cielo azul», un libro crítico con la Cienciología, fue etiquetada como "persona supresiva" y fue rehuida, o "desconectada"; de sus amigos de la Cienciología. El representante de Llywelyn, un miembro de la Cienciología, también le rehuyó y al parecer convenció a la United Talent Agency para dejar caer a Llywelyn como cliente.
Llywelyn informó que era objeto de una campaña de vigilancia y acoso. Escribió: "La Cienciología tiene una agencia de inteligencia sofisticada conocida como Oficina de Asuntos Especiales [OAE], que es esencialmente un sistema complejo dedicado a arruinar la vida de aquellos que ve como enemigos de cualquier manera posible. Quienes trabajan para la OAE no siguen la ley".

### John Sweeney, 2007

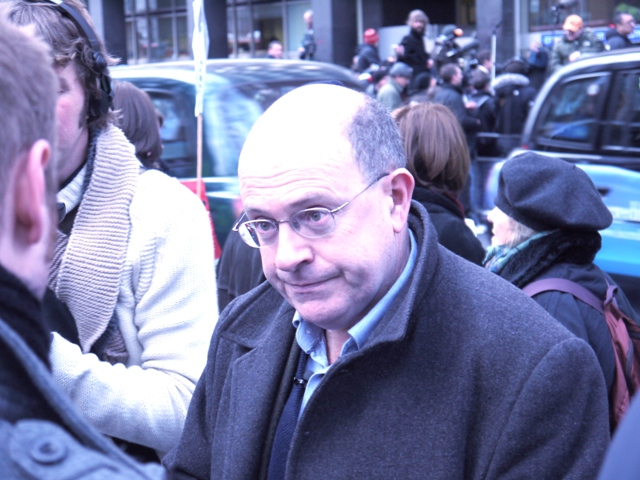
El periodista John Sweeney.

El periodista John Sweeney dijo sobre el Fair Game: "Mientras hacía nuestra película de la BBC Panorama, «La Cienciología y yo», me gritaron, espiaron, mi hotel fue invadido a la medianoche, fui denunciado como "intolerante" por los cienciólogos estrella y fui perseguido por las calles de Los Ángeles por extraños siniestros". Sweeney también afirmó que su familia y sus vecinos habían sido acosados por desconocidos no identificados en el Reino Unido, incluido un intruso en su boda que huyó cuando fue confrontado.

### Mark y Monique Rathbun, 2009

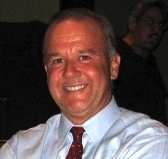
El antiguo director ejecutivo Mark Rathbun.

El programa «Cienciólogos en guerra» fue emitido el 17 de junio de 2013 en el Canal 4 británico. El programa investigó las tácticas de presión utilizadas por los squirrel busters afiliados a la organización para desacreditar y silenciar a los miembros que abandonan la iglesia. Destacó la historia de Mark Rathbun, su papel en la Cienciología, sus peleas con el líder de la Cienciología David Miscavige, sus intentos de promover la causa de un movimiento independiente de la Cienciología, sus confrontaciones con los squirrel busters y las repercusiones en su vida familiar.
El camarógrafo Bert Leahy informó que los squirrel busters le habían pagado 2 000 al mes para ayudar a documentar sus actividades. Leahy informó que su empleador había "dicho rotundamente que nuestro objetivo es hacer de la vida de Marty un infierno".
En 2013, la esposa de Mark Rathbun, que no es ciencióloga, presentó una demanda contra la Iglesia de la Cienciología alegando cuatro años de acoso por parte de la Cienciología. En octubre de 2014, Rathbun filmó un encuentro con tres personas que él consideró miembros de alto rango de la dirección de la Cienciología cuando le "emboscaron" en el Aeropuerto Internacional de Los Ángeles. La Cienciología defiende que sus actividades están protegidas por la primera enmienda, sobre la libertad religiosa y la libertad de expresión. En enero de 2016, el tribunal denegó una moción de la Cienciología para archivar el caso por la ley de pleito estratégico contra la participación pública, pero el encargado Miscavage debe testificar en el caso que está en apelación. Tras más de 32 meses de juicio, Monique Rathbun dejó el pleito contra la Cienciología, tras despedir a sus abogados en enero de 2016, debido a problemas económicos. Ella presentó una moción para poner fin a los procedimientos legales que el Tribunal Supremo del Estado había otorgado el 6 de mayo, y Monique Rathbun renunció el 10 de mayo.

### Ronald Miscavige Sr., 2012
El padre de David Miscavige, Ronald Miscavige Sr., fue un cienciólogo que abandonó la Iglesia en 2012. En julio de 2013, la policía de Wisconsin, que respondió a una llamada sospechosa, encontró a Dwayne S. Powell fuera de la casa de Ronald. Powell poseía armas de fuego y un silenciador casero ilegal. Powell dijo haber recibido 10 000 a la semana, durante un año, para llevar a cabo una vigilancia a tiempo completo del mayor de los Miscavige para la Cienciología. Powell le dijo a la policía que en una ocasión, él creyó que Ronald estaba sufriendo un fallo cardíaco. Según Powell, tras informar inmediatamente a sus superiores, recibió instrucciones de un hombre al que identificó como David Miscavige. Según el informe de la policía, Powell recibió instrucciones de "dejarle morir y no intervenir de ninguna manera".

### Mike Rinder y Tony Ortega, 2015

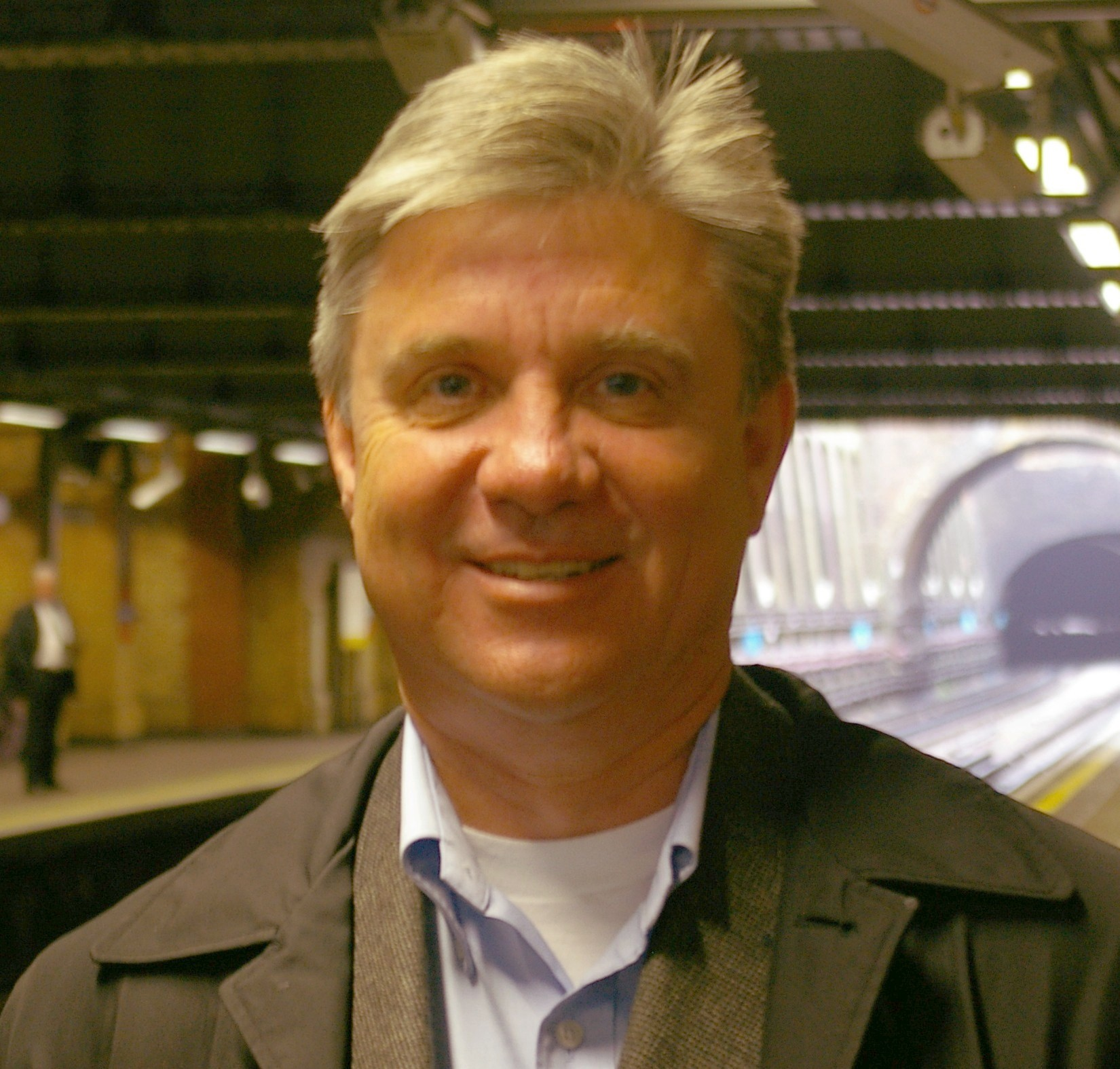
El antiguo portavoz de la Cienciología, Mike Rinder.

En marzo de 2015, el investigador privado Eric Saldarriaga se declaró culpable del cargo federal de conspiración para cometer pirateo informático después de obtener ilegalmente acceso a al menos 60 cuentas de correo electrónico. Entre estos objetivos estaba Mike Rinder, el antiguo portavoz de la Iglesia de la Cienciología, y el periodista Tony Ortega. Los dos habían participado en el documental de HBO titulado «Haciéndose clear: la Cienciología y la prisión de la creencia» (Going Clear: Scientology and the Prison of Belief).